# Општи правни акт
Правни акти којима се стварају правне норме деле се на две врсте: 
- Општи правни акт
- Појединачни правни акт

У континенталном правном систему правник акт је формални извор права, те је општи правни акт сваки акт који садржи општу правну норму и услове за њену примену.
Тако нпр. Законом о грађењу објеката је област изградње уређена на општи начин и тај закон представља једно опште правно правило. Појединачни акт који се доноси на основу тог закона би била, нпр.грађевинска дозвола која се издаје на захтев лица које жели да гради кућу.

## Општи правни акти као извори права
Општи правни акти (закони, подзаконски акти-уредбе, правилници, статути и др.) су правила којима се унапред одређује садржина појединачних правних норми које се доносе у складу са општим. Када се једна општа норма примени, њена важност не престаје, већ добија своју потврду. Тако, на пример када је општом нормом одређено да продавац не сме робу ставити у промет ако јој је истекао рок употребе уз претњу санкцијом ако то учини, а он то ипак учини, одговараће за такав поступак.
Из овога произилази да извори права представљају средство којим се обезбеђује примена начела правне сигурности и једнакости, јер сви потенцијални учесници одређених друштвених односа знају унапред како да се понашају, а с друге стране, општа правна правила дејствују према свима на исти начин.

### Формални извори права
Данас постоје два основна система формалних извора права, и то су :
- Континентални систем
- Англосаксонски или прецедентни систем[2]

Континентални систем који важи у Европи (осим Велике Британије) карактерише закон као основни извор права, што значи и постојање тзв. писаног права. У том случају постоји кохерентан систем правних прописа којима се уређују права и обавезе. 
Интересантне су тенденције које постоје у савременом свету. Наиме, у англосаксонским земљама јача улога закона, а у континенталном праву, закон се све више потискује, јер многобројност и сложеност друштвених појава превазилази могућности законодаваца да их прате.

### Хијерархија општих правних акта
Хијерархија општих правних акта:
- Устав
- Закони
- Општи подзаконски правни акти (Уредбе, Правилници, одлука и наредба)
- Општи акти друштвене организације
- Обичаји као извор права

Хијерархијски нижи нивои права морају бити усклађени са хијерархијски вишим нивоима права.

## Општи правни акти у материјалном смислу
Различите вољне радње којима човек изазива одређене промене у својим и туђим правима и обавезама се називају правни акти. Стога се може рећи да постоје две стране тих аката.
Прво, психолошки садржаји који су сасвим субјективне природе, јер се дешавају у свести човека, што значи да само дотични појединац има сазнање о истим. Да би се одређена психичка интенција појединца претворила у правни акт, неопходно је да се материјализује (нпр.да се напише нека изјава, да се изговоре неке речи пред другим лицима...). Понекад се под изразом правни акт подразумева и сам материјални израз нечије правно исказане воље (хартија на којој је исписан садржај тестамента, хартија од вредности, решење којим се дозвољава градња неког објекта и слично).
Субјект доношења може бити и држава. Она доноси акте најширег правног домашаја, односно њени акти производе последице по највећи број појединаца (нпр. закон). Правни акти се доносе у складу са важећим правним нормама. Само се за први Устав једне земље не може рећи да се доноси на основу постојећих правних норми с обзиром да се ради о највишем правном пропису.

## Начин доношења општег правног акта
Зависи од акта до акта. Устав доноси уставодавни орган по уставодавном поступку у облику устава или законодавни орган по посебном поступку у облику устава. Закон се доноси спорим процесом. Обично се креће предлагањем и израдом нацрта закона после тога се излаже пред дом парламента где се одлучује у његовом усвајању. На крају се објављује у службеном гласнику.